# Чокылтя, Виктор
Виктор Чокылтя (рум. Victor Ciocâltea; 16 января 1932, Бухарест — 10 сентября 1983, Барселона) — румынский шахматист; гроссмейстер (1978). Шахматный теоретик и литератор. Техник-конструктор.

## Шахматная карьера
Чемпион Румынии (1952), победил в дополнительном матче О. Троянеску — 2½ : 1½, затем ещё 7 раз завоёвывал это звание (1959, 1961, 1969, 1970, 1971, 1975, 1979).
Лучшие результаты в международных соревнованиях: София (1962) — 1-2-е; Реджо-нель-Эмилия (1966/1967) — 1-2-е, (1968/1969) — 1-4-е; Тунис (1973) — 1-е; Дортмунд (1974) — 1-2-е; Бухарест (1975) и Сату-Маре (1979) — 1-е; Кэлимэнешти (1980 и 1983) — 1-е и 1-4-е; Валь-Торан (1981) — 1-е места. Участник 5 зональных турниров ФИДЕ (1954—1982) и 11 Всемирных олимпиад (1956, 1962—1974, 1978—1982).
Умер в сентябре 1983 года прямо за шахматным столом на турнире в Испании.

## Изменения рейтинга
| Графики недоступны из-за технических проблем. См. информацию на Фабрикаторе и на mediawiki.org. |

## Книги
- Teoria modernă a deschiderilor în șah, Buc, 1966 (соавтор).